# Павловщина (Красноярский край)
Павловщина— село в Сухобузимском районе Красноярского края в составе  Нахвальского сельсовета.

## География
Село находится  на левом берегу Енисея примерно в 31 километре по прямой на северо-восток от села Сухобузимское.

## Климат
Климат континентальный с продолжительной холодной зимой и относительно жарким коротким летом. Среднемесячная температура воздуха в январе от -14˚С до -28˚С, в июле от 12˚С до 21˚С. Температура наружного воздуха в разрезе года 0,5˚С. Абсолютная минимальная температура воздуха -53˚С, абсолютная максимальная 38˚С. Средняя наиболее холодного периода -22˚С. Период со среднесуточной температурой воздуха ≤  8˚С составляет 235 суток. Продолжительность периода со среднесуточной 0˚С составляет 168 суток. Продолжительность безморозного периода составляет 120 суток. Средняя дата последнего заморозка весной 10 июня, дата первого заморозка осенью 7 сентября. Количество осадков за год составляет 429 мм. Средняя дата образования и разрушения устойчивого снежного покрова 12 ноября и 28 марта. Средняя высота снежного покрова за зиму 42 см. 

## Население
Постоянное население составляло 1024 человек в 2002 году (93% русские), 757 в 2010.

## История
Основана в 1650 году подьячим Павлом Федосеевым. В советское время работал колхоз «9 января». С 1934 года работала Павловская база Енисейского пароходства. На данный момент упразднена. 

## Инфраструктура
Имеется клуб, баня и средняя школа.